# رأس مسلة (قرية)
قرية رأس مسلة هي إحدى القرى التابعة لمركز رأس سدر في محافظة جنوب سيناء في جمهورية مصر العربية. حسب إحصاءات سنة 2018، بلغ إجمالي السكان في رأس مسلة 3,130 نسمة، منهم 1,629 رجل و 1,501 إمرأة.